# Вулиця Академіка Вальтера (Харків)
Вулиця Академіка Вальтера — вулиця у Харкові, у Київському районі, центральна вулиця історичної місцевості П'ятихатки. Слідує паралельно проспект Академіка Курчатова і, хоч основний транспортний потік прямує проспектом, більшість установ П'ятихаток виходять саме на вулицю Академіка Вальтера. Вулиця починається від Академічної вулиці біля Харківського фізико-технічного інституту, перетинає П'ятихатки з півдня на північ і закінчується в районі таунхаусів, переходячи у вулицю Лейпунського. Вулиця виникла в 1930-х роках.

## Розташування
Вулиця починається від Академічної вулиці біля Харківського фізико-технічного інституту, Вулиця прямує на певнічний схід, в неї впирається Євпаторійський проїзд, на перехресті з нею вулиця Академіка Волкова переходить у Транспортну вулицю. Зустрічаючи пішохідний бульвар Миру, вулиця Вальтера повертає на північ, так що карта П'ятихаток нагадує літак, у якому бульвар Миру є фюзеляжем, а вулиця Вальтера утворює два повернуті одне відносно одного крила[джерело не вказане 204 дні]. Далі у вулицю Вальтера впирається вулиця Гаркуші, потім її перетинає вулиця Академіка Синельникова (якою йде дорога на Черкаську Лозову). Перетинаючи край лісового масиву, вулиця Вальтера злегка повертає ліворуч і закінчується на виході з нього перехрестям з провулком Москаленка. Продовженням вулиці Вальтера в район таунхаусів служить вулиця Лейпунського.

## Назва
Як і більшість вулиць у П'ятихатках[джерело не вказане 204 дні], вулиця Академіка Вальтера названа на честь фізика, співробітника Харківського фізико-технічного інституту. Академік АН УРСР Антон Карлович Вальтера (1905—1965). У 1932 А. К. Вальтер спільно з К. Д. Синельниковим, О. І. Лейпунським і Г. Д. Латишевим уперше в СРСР здійснив розщеплення атомного ядра штучно прискореними частинками. На честь цього експерименту на сусідньому проспекті Академіка Курчатова встановлено пам'ятний знак, а на честь решту учасників експерименту названі інші вулиці в П'ятихатках — вулиця Академіка Синельникова, вулиця Лейпунського і вулиця Латишева. Однак під час цього експерименту і взагалі більшу частину наукової кар'єри Вальтера Харківський фізико-технічний інститут знаходився не в П'ятихатках, а на «старому майданчику» у дворах біля теперішньої станції метро «Ярослава Мудрого».[джерело не вказане 204 дні]

## Об'єкти
- 3 — колишня АТС; на першому поверсі відділення № 1 Нової пошти й салон краси
- Євпаторійський проїзд 5 — 3-поверховий житловий будинок[джерело не вказане 204 дні]
- 2 — початкова школа № 62, так звана «стара школа» (на відміну від побудованої пізніше «нової школи» на проспекті Академіка Курчатова, де займаються старші класи школи № 62)[джерело не вказане 204 дні]
- 4 — крамниця[джерело не вказане 204 дні]
- будинок побутових послуг[джерело не вказане 204 дні]
- міні-маркет «Брусничка»[джерело не вказане 204 дні]
- колишній дитячий садок, приміщення якого тепер використовують медпункт, бібліотека, спортивний клуб[джерело не вказане 204 дні]
- КП «Жилкомсервіс» дільниця № 19 (за рядом будинків)[джерело не вказане 204 дні]
- продовольчий ринок (за рядом будинків)[джерело не вказане 204 дні]
- проспект Академіка Курчатова 29 — колишня Медико-санітарна частина № 13[джерело не вказане 204 дні]
- 21 — 9-поверховий житловий будинок, на 1 поверсі продуктова крамниця «Хазар»[джерело не вказане 204 дні]
- 14 — гуртожиток фізико-технічного факультету Харківського національного університету імені В. Н. Каразіна[2]